# Bernard Bachrach
Pour les articles homonymes, voir Bachrach.
Bernard Stanley Bachrach, né le 14 mai 1939 et mort le 14 juillet 2023,est un historien américain et un professeur d'histoire à l'Université du Minnesota. Il se spécialise dans le haut Moyen Âge, principalement sur les thèmes de la guerre médiévale, la communauté juive médiévale, et l'histoire angevine (il a écrit une biographie de Foulques Nerra).

## Ouvrages
- The Medieval Church: Success or Failure?, Holt, Rinehart & Winston, 1971.  (ISBN 0-03-085185-8)
- Merovingian Military Organization, 481-751, University of Minnesota Press, 1972.  (ISBN 0-8166-0621-8)
- A History of the Alans in the West: From Their First Appearance in the Sources of Classical Antiquity Through the Early Middle Ages, University of Minnesota Press, 1973.  (ISBN 0-8166-0678-1)
- Early Medieval Jewish Policy in Western Europe, University of Minnesota Press, 1977.  (ISBN 0-8166-0814-8)
- Jews in Barbarian Europe, Coronado Press, 1977.  (ISBN 0-87291-088-1)
- Armies and Politics in the Early Medieval West, Variorum, 1993.  (ISBN 0-86078-374-X)
- Fulk Nerra,the Neo-Roman Consul 987-1040: A Political Biography of the Angevin Count, University of California Press, 1993.  (ISBN 0-520-07996-5)
- The Anatomy of a Little War, a diplomatic and military history of the Gundovald affair (568-586), Westview Press, 1994.  (ISBN 0-8133-1492-5), présentation en ligne.
- State-Building in Medieval France: Studies in Early Angevin History, Ashgate Publishing, 1995.  (ISBN 0-86078-468-1)
- Early Carolingian Warfare: Prelude to Empire, University of Pennsylvania Press, 2001.  (ISBN 0-8122-3533-9)
- Warfare and Military Organization in Pre-Crusade Europe, Ashgate Publishing, 2002.  (ISBN 0-86078-870-9)